# Campeonato Paranaense de Futebol Feminino Sub-17 de 2022
O Campeonato Paranaense Feminino Sub-17 de 2022 foi a primeira edição desta competição futebolística de categoria de base da modalidade feminina organizada pela Federação Paranaense de Futebol (FPF). Foi disputada por quatro equipes entre os dias 22 de maio e 26 de junho.
O primeiro título do torneio ficou com o Toledo, que conquistou o certame com uma rodada de antecedência.

## Formato e participantes
O Campeonato Paranaense Feminino Sub-17 foi realizado em uma única fase, os quatro participantes foram divididas em um único grupo que se enfrentaram em turno e returno entre si, sendo que a melhor colocada será declarada campeã da competição. As quatro participantes foram:
| Equipe            | Cidade   | Estádio (mando)      | Capacidade    |
| ----------------- | -------- | -------------------- | ------------- |
| Colombo           | Colombo  | Evaristo Trevisan    | 2 000         |
| Coritiba/Imperial | Curitiba | Octávio Silvio Nicco | 1 000         |
| Shabureya         | Curitiba | Arena Shabu          | Não informado |
| Toledo            | Toledo   | 14 de Dezembro       | 15 280        |

## Resultados
Partidas
Legenda:      Vitória do mandante —      Vitória do visitante —      Empate 